# Санта-Крус-дель-Вальє
Санта-Крус-дель-Вальє (ісп. Santa Cruz del Valle) — муніципалітет в Іспанії, у складі автономної спільноти Кастилія-і-Леон, у провінції Авіла. Населення — 469 осіб (2010).
Муніципалітет розташований на відстані близько 110 км на захід від Мадрида, 50 км на південний захід від Авіли.

## Демографія
Динаміка населення (INE ):